# Adoració religiosa

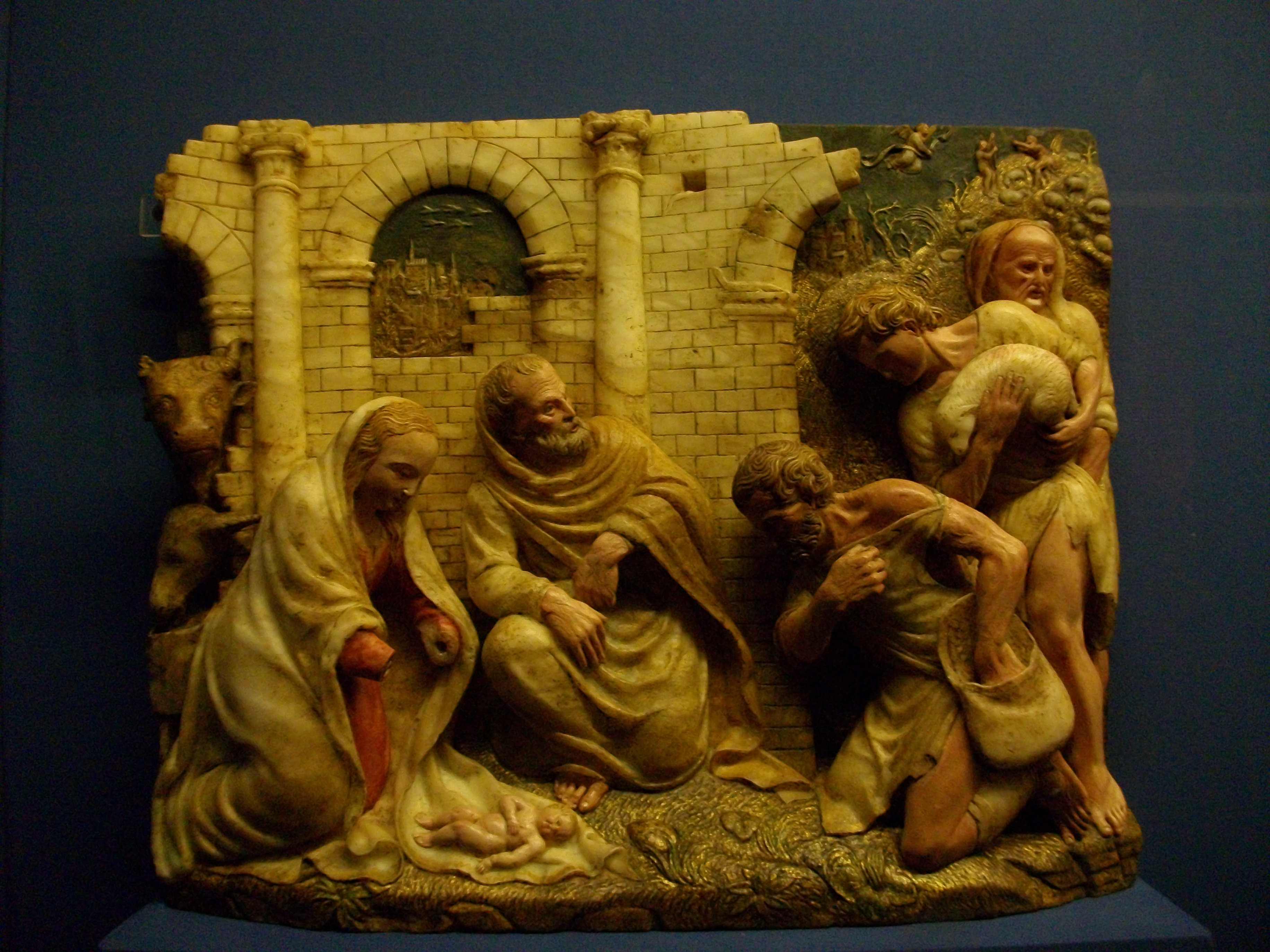
Adoració dels pastors, obra de Damià Forment, dècada de 1520-1530. Procedent de l'església de Sant Jaume de Sobradiel.

L'adoració religiosa és una devoció religiosa que es concreta l'acte de tributar culte a una divinitat. En general es refereix als actes de pregària, honoració, o devoció, típicament dirigits a entitats sobrenaturals, com els déus o deesses. És l'acte que inspira habitualment la vida dels creients religiosos i que sol ésser expressat per pregàries, himnes, etc., juntament amb actituds corporals com la reverència profunda, l'acatament i la prostració. Per a molts, l'adoració no es tracta d'una emoció, sinó més aviat d'un reconeixement d'un Déu. Un acte de culte es pot realitzar individualment, en un grup informal o formal, o per un líder designat. Aquests actes poden implicar un homenatge.
Per a l'Església Catòlica Adorar Déu "és reconèixer, amb el respecte més gran i la màxima submissió, el no-res de la criatura, que només existeix per Déu. Adorar Déu és, com fa Maria en el Magnificat, lloar-lo, enaltir-lo i humiliar-se un mateix, bo i confessant amb agraïment que ha fet meravelles i que el seu nom és sant. L'adoració del Déu únic allibera l'home de repelegar-se en ell mateix de l'esclavitud del pecat i de la idolatria del món". L'adoració eucarística és especialment rellevant a l'església catòlica.

## En les diverses religions

### Budisme
El culte en el budisme pot prendre innombrables formes donada la doctrina dels mitjans hàbils. El culte és evident en el budisme en formes com el guru ioga, mandala, thangka, yantra ioga, la disciplina dels monjos lluitadors de Shaolin, panchamrita, recitació del mantra, cerimònia del te, ganacakra, entre d'altres. La devoció budista és una part important de la pràctica de la majoria dels budistes. Segons un portaveu del Consell Sasana de Birmània, la devoció a les pràctiques espirituals budistes inspira la devoció a la Triple Gemma. La majoria dels budistes utilitzen el ritual per aconseguir les seves aspiracions espirituals. En el budisme, puja (sànscrit i pali: pūjā) són expressions d'"honor, adoració i atenció devocional". Els actes de puja inclouen inclinar-se, fer ofrenes i cantar. Aquests actes devocionals generalment es realitzen diàriament a casa (ja sigui al matí o al vespre o tots dos), així com durant les festes comunals i els dies d'Uposatha en un temple.
La meditació (samādhi) és una forma central de culte en el budisme. Aquesta pràctica se centra en el tercer pas del Sender Òctuple que, en última instància, condueix a l'autodespertar, també conegut com a il·luminació. La meditació promou l'autoconeixement i l'exploració de la ment i l'esperit. Tradicionalment, la meditació budista havia combinat samatha (l'acte d'aturar-se i calmar-se) i vipassana (veure clarament dins) per crear una experiència completa de la ment i el cos. En aturar les activitats quotidianes i centrar-se en alguna cosa senzilla, la ment pot obrir-se i expandir-se prou per arribar a un nivell espiritual. En practicar el pas de vipassana, un no aconsegueix l'etapa final de consciència, sinó que s'acosta un pas més. La meditació conscient ensenya a deixar de reaccionar ràpidament als pensaments i objectes externs que es presenten, i mantenir el pensament pacíficament sense respondre-hi immediatament. Encara que en la fe budista tradicional, la il·luminació és l'objectiu final desitjat de la meditació, és més un cicle en un sentit literal que ajuda les persones a entendre millor la seva ment. Per exemple, la meditació condueix a la comprensió, condueix a la bondat, condueix a la pau, etc.

### Cristianisme
En el cristianisme, un servei religiós, el més habitual és una missa, és un període formalitzat de culte comunitari, cada dia però especialment el diumenge. El servei de l'església és la reunió de cristians per ser ensenyats la «Paraula de Déu» (la Sagrada Bíblia) i animar-los en la seva fe. Tècnicament, el servei religiós es refereix a la reunió dels fidels més que a l'edifici en què té lloc l'esdeveniment. En el cristianisme, el culte és un honor reverent i un homenatge a Déu. El Nou Testament utilitza diverses paraules per expressar el concepte de culte. La paraula proskuneo - "adorar" - significa inclinar-se (amb els déus o davant els reis).
La missa és l'acte central del culte diví a l'Església catòlica. La Congregació per al Culte Diví del Vaticà publica un Directori sobre la Pietat Popular i la Litúrgia. Les devocions catòliques romanes són "pràctiques externes de pietat" que no formen part de la litúrgia oficial de l'Església catòlica sinó de les pràctiques espirituals populars dels catòlics. No formen part del culte litúrgic, encara que es faci en una església catòlica, en grup, en presència d'un sacerdot.
Les devocions anglicanes són oracions i pràctiques privades utilitzades pels cristians anglicans per promoure el creixement espiritual i la comunió amb Déu. Entre els membres de la Comunió Anglicana, els hàbits devocionals privats varien àmpliament, depenent de les preferències personals i de l'afiliació a les parròquies de l'església.

### Hinduisme
El culte en l'hinduisme implica invocar forces superiors per ajudar en el progrés espiritual i material i és alhora una ciència i un art. Generalment s'invoca un bhakti o amor devocional. Aquest terme és central en l'hinduisme. Una traducció directa del sànscrit és problemàtica. El culte pren multitud de formes depenent dels grups comunitaris, la geografia i la llengua. Hi ha una manera d'estimar i estar enamorat de qualsevol objecte o focus de devoció. El culte no es limita a cap lloc de culte, també incorpora la reflexió personal, les formes d'art i el grup. Les persones solen fer culte per aconseguir algun fi específic o per integrar el cos, la ment i l'esperit per ajudar l'intèrpret a evolucionar cap a un ésser superior.

### Islam

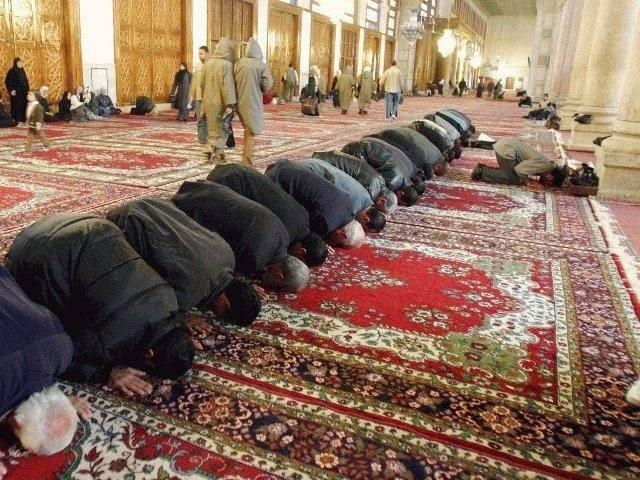
A l'Islam, les sujud (prostracions) ocupen una posició per excel·lència en les cinc oracions formals diàries obligatòries.

En l'Islam, l'adoració es refereix a la devoció ritual, així com a les accions fetes d'acord amb la llei islàmica que és ordenada per Déu i és agradable a Déu. El culte inclou els Cinc pilars de l'Islam, principalment el de salat, que és la pràctica de la pregària ritual cinc vegades al dia.

Segons Muhammad Asad, sobre les seves notes a la traducció del missatge de l'Alcorà a Q51:56,
Així, el propòsit més íntim de la creació de tots els éssers racionals és el seu coneixement de l'existència d'Al·là i, per tant, la seva voluntat conscient de conformar la seva pròpia existència amb allò que puguin percebre de la seva voluntat i pla: i és aquest doble concepte de cognició i voluntat que dóna el significat més profund al que l'Alcorà descriu com a "culte". Com mostra el vers següent, aquesta crida espiritual no sorgeix de cap suposada "necessitat" per part del Creador, que és autosuficient i infinit en el seu poder, sinó que està dissenyat com un instrument per al desenvolupament interior de l'adorador, qui, amb l'acte de lliurar-se conscient de si mateix a la Voluntat Creativa que ho penetra tot, pot esperar acostar-se a la comprensió d'aquesta Voluntat i, per tant, més a prop d'Al·là mateix.
Al món musulmà està prohibit utilitzar la paraula culte (en el context literal de l'adoració) si es refereix a un objecte o acció i no exclusivament a Al·là.

### Judaisme
El culte a Déu en el judaisme s'anomena Avodat Hashem. Durant el període en què es va mantenir el Temple, els ritus que s'hi feien eren considerats l'acte més important del culte jueu. Tanmateix, la forma més comuna de culte era i continua sent la de l'oració. Altres formes de culte inclouen la realització de rituals prescrits, com el Seder pasqual i l'agitació de les Quatre Espècies, amb la intenció adequada, així com diversos tipus de meditació jueva.

### Sikhisme
En el sikhisme, el culte té lloc després del Guru Granth Sahib, que és l'obra dels 10 Gurus Sikh tot en un. Els sikhs veneren Déu i només un Déu, conegut com "Un creador", "El mestre meravellós" (Waheguru) o "Destructor de les tenebres".

### Wicca
El culte a Wicca sol tenir lloc durant una lluna plena o una lluna nova. Aquests rituals s'anomenen Esbat i poden implicar un cercle màgic que els practicants creuen que contindrà energia i formarà un espai sagrat, o els proporcionarà una forma de protecció màgica.

### Zoroastrisme
L'oració és un dels deures i adoracions del zoroastrisme, que es realitza per prestar sempre atenció als manaments religiosos i donar gràcies a Ahura Mazda (Déu).

## Veneració

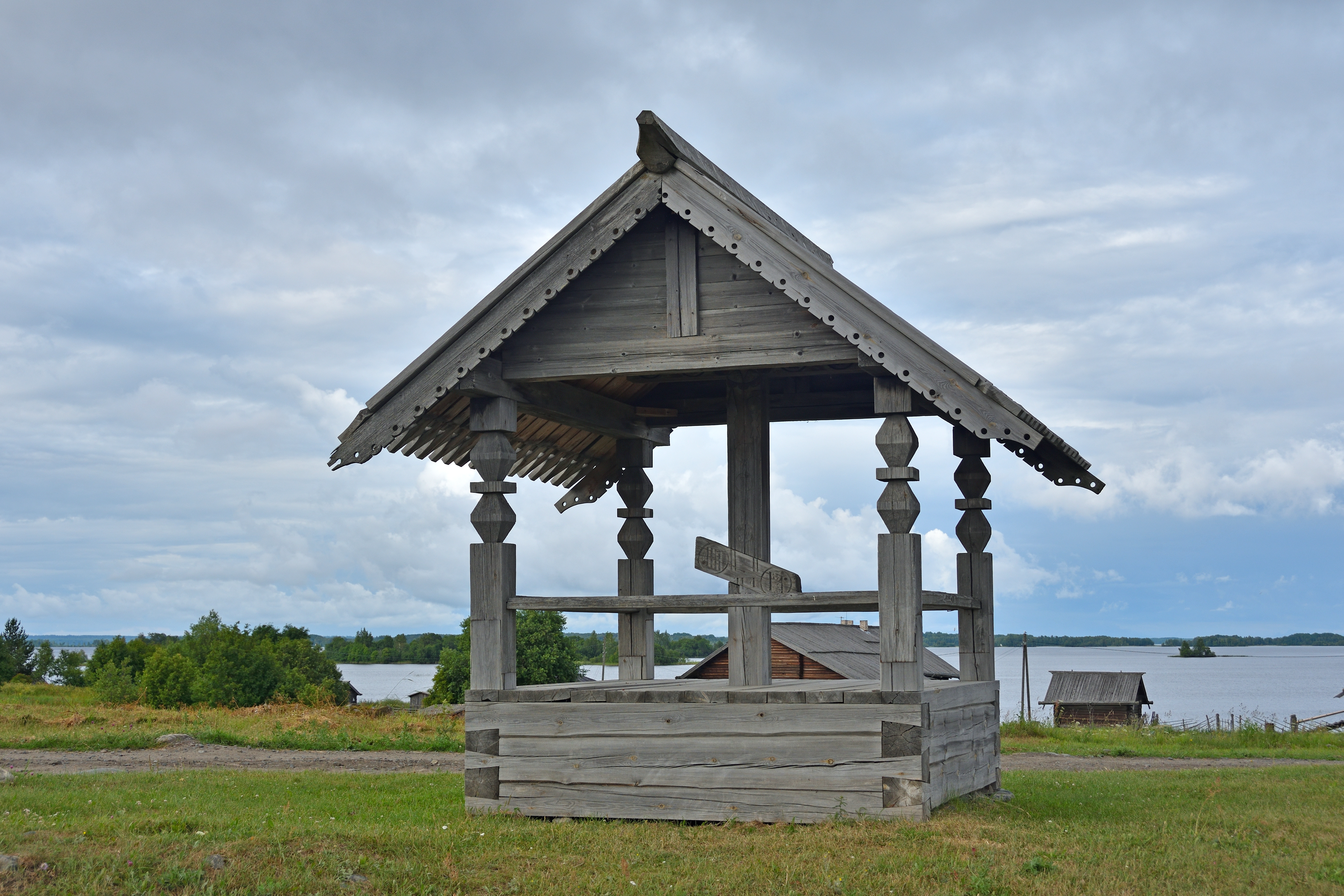
Una creu de camí a Kizhi, a la República de Carelia

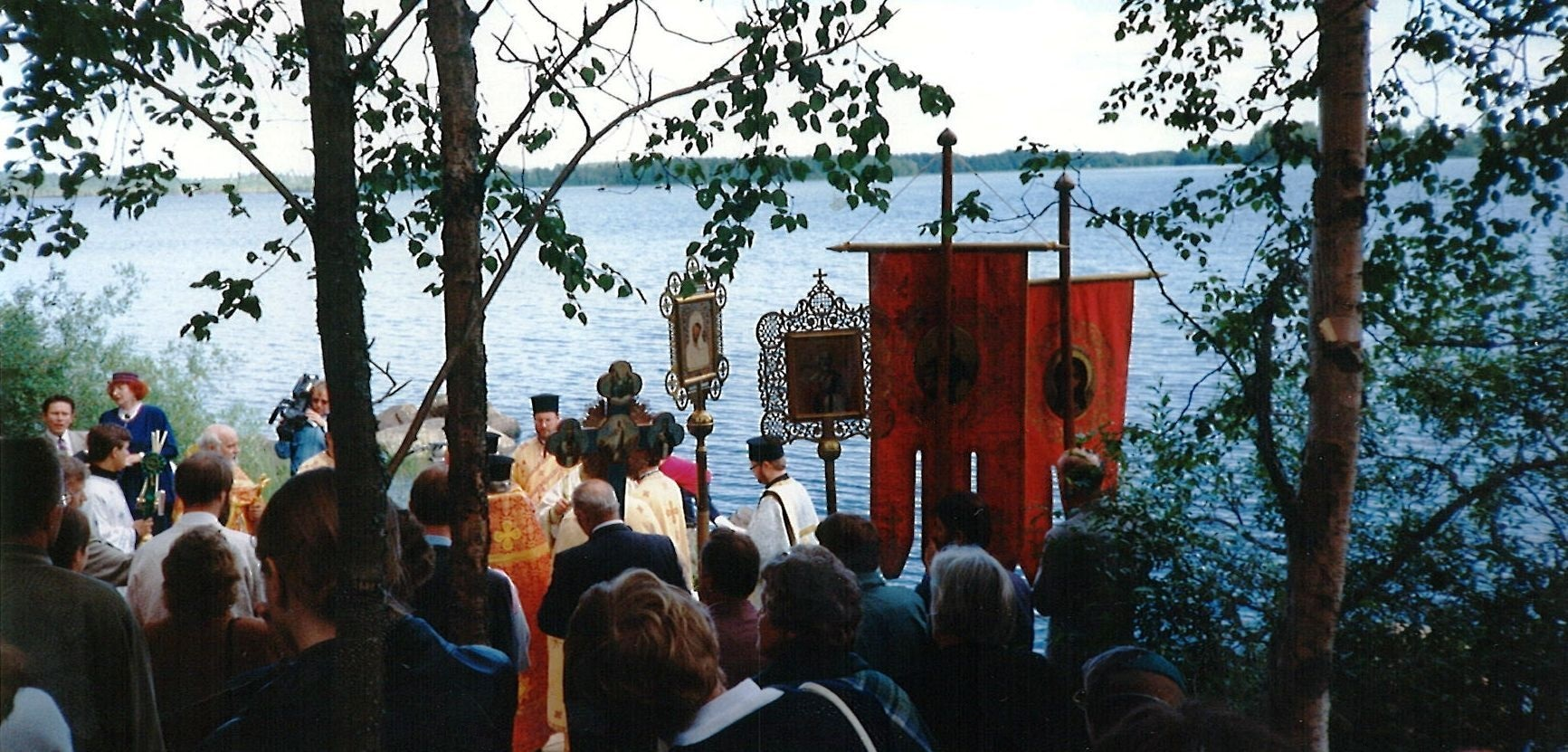
Ilja Praasniekka, el culte del dia d'Elies a la vora del llac a Ilomantsi, Finlàndia, el juliol de 1996

La veneració i l'adoració no són el mateix. El Nou Testament utilitza diverses paraules traduïbles com "adoració". La paraula proskuneo - "adorar" - significa inclinar-se davant els déus o els reis. El catolicisme romà, l'anglicanisme, l'ortodòxia oriental i l'ortodòxia oriental fan una distinció tècnica entre dos conceptes diferents:
- adoració o latria (llatí adoratio, grec latreia, [λατρεία] ), que només es deu a Déu
- veneració o dulia (llatí veneratio, grec douleia [δουλεία] ), que es pot oferir als sants

Els actes externs de veneració s'assemblen als de culte, però difereixen en el seu objecte i intenció. Els cristians protestants, que rebutgen la veneració dels sants, qüestionen si els catòlics mantenen sempre aquesta distinció en la pràctica devocional real, especialment a nivell de la religió popular.
El judaisme ortodox i l'islam sunnita ortodox sostenen que, a tots els efectes pràctics, la veneració s'ha de considerar igual que l'oració; el judaisme ortodox (semblantment amb l'excepció d'algunes pràctiques jasídiques), l'islam sunnita ortodox i la majoria dels tipus de protestantisme prohibeixen la veneració dels sants o dels àngels, classificant aquestes accions com a semblants a la idolatria.
De la mateixa manera, els Testimonis de Jehovà afirmen que moltes accions classificades com a patriòtiques pels grups protestants, com saludar una bandera, compten com a equivalents al culte i, per tant, també es consideren idòlatres.
Els quàquers (la Societat Religiosa d'Amics) tenen reunions per al culte no programades i també en tenen de programades. El culte no programat es basa en el silenci i l'escolta interior de l'Esperit, des del qual qualsevol participant pot compartir un missatge. A les reunions no programades per al culte, algú parla quan aquesta persona sent que Déu/Esperit/univers li ha donat un missatge per als altres. El culte programat inclou molts elements semblants als serveis protestants, com un sermó i himnes. Moltes reunions programades també inclouen un temps durant el servei d'espera silenciosa, expectant i missatges dels participants.

## Adoració moderna
En la societat i la sociologia modernes, alguns escriptors han comentat les maneres en què la gent ja no només adora divinitats reconegudes, sinó que també (o en canvi) venera marques de consum, equips esportius i altres persones ( celebritats ). Per tant, la sociologia amplia aquest argument per suggerir que fora d'una religió el culte és un procés pel qual la societat s'adora a si mateixa, com una forma d'autovaloració i autoconservació.